# Хотаки
Хотаки́ (перс. هوتکیان‎; пушту د هوتکيانو ټولواکمني‎) — государство и династия (1709—1738), которая была основана  пуштуном Мир Ваис-ханом Хотаком из рода Хотаки племени Гильзаи группы племён Халджи, базировавшегося в провинции Кандагар современного Афганистана. 

## История
Мирваис-хан со своими сторонниками выступил против Персидской империи, объявив себя правителем города Кандагара в 1709 году. При этом он убил беглербега грузинского происхождения Георгия XI, назначенного Сефевидами. Потом он казнил оставшихся в городе персидских чиновников. Подоспевшая из Исфахана (тогдашней столицы) персидская армия потерпела поражение. Было убито больше 30 000 персидских солдат и офицеров.
После смерти Мирваис-хана в 1715 году его сын Мир Махмуд Хотаки во главе афганской армии ворвался в Персию. В 1722 году он занял Исфахан и объявил себя шахом Персии. При этом немало персов было убито. Династия Хотаки была жестокой и конфликтной, пытаясь постоянно установить строгий контроль. Династия постоянно участвовала в кровавых войнах и междоусобицах. В октябре 1729 года афганцев победил Надир-шах в Битве при Дамгане, вытеснив их обратно в Афганистан.

## Предки рода
- Мир Али-хан
- Шах Алам-хан, сын Мир Али-хана

## Правители Кандагара и Хотаки
- Мир Вайс, сын Шах Алам-хана, правитель Кандагара 1709—1715
- Мир Абд ул-Азиз, сын Шах Алам-хана, правитель Кандагара 1715—1717
- Мир Махмуд-шах р.1699, сын Мир Вайса, правитель Кандагара 1717—1725, шаханшах Ирана 1722—1725
- Хусейн Султан, сын Мир Вайса, правитель Кандагара 1725—1738

## Правители Ирана
- Мир Махмуд-шах р.1699, сын Мир Вайс-шаха, правитель Кандагара 1717—1722, шаханшах Ирана 1722—1725
- Мир Ашраф-шах р.1700, сын Мир Абд ул-Азиз-шаха, шаханшах Ирана 1725—1729